# Fergie/Diskografie
Diese Diskografie ist eine Übersicht über die musikalischen Werke der US-amerikanischen Pop- und R&B-Sängerin Fergie. Den Quellenangaben und Schallplattenauszeichnungen zufolge verkaufte sie bisher mehr als 82,6 Millionen Tonträger, wovon sie alleine in Deutschland bis heute über 1,9 Millionen Tonträger verkaufte. Ihre erfolgreichste Veröffentlichung ist die Autorenbeteiligung I Gotta Feeling mit über 16,7 Millionen verkauften Einheiten. Diese verkaufte sich alleine in Deutschland über 1,2 Millionen Mal und zählt zu einer der meistverkauften Singles des Landes der 2000er-Jahre.

## Alben

### Studioalben
| Jahr | Titel Musiklabel                     | Höchstplatzierung, Gesamtwochen, AuszeichnungChartplatzierungen (Jahr, Titel, Musiklabel, Platzierungen, Wochen, Auszeichnungen, Anmerkungen) | Höchstplatzierung, Gesamtwochen, AuszeichnungChartplatzierungen (Jahr, Titel, Musiklabel, Platzierungen, Wochen, Auszeichnungen, Anmerkungen) | Höchstplatzierung, Gesamtwochen, AuszeichnungChartplatzierungen (Jahr, Titel, Musiklabel, Platzierungen, Wochen, Auszeichnungen, Anmerkungen) | Höchstplatzierung, Gesamtwochen, AuszeichnungChartplatzierungen (Jahr, Titel, Musiklabel, Platzierungen, Wochen, Auszeichnungen, Anmerkungen) | Höchstplatzierung, Gesamtwochen, AuszeichnungChartplatzierungen (Jahr, Titel, Musiklabel, Platzierungen, Wochen, Auszeichnungen, Anmerkungen) | Anmerkungen                                                    |
| Jahr | Titel Musiklabel                     | DE | AT | CH | UK | US | Anmerkungen                                                    |
| ---- | ------------------------------------ | --- | --- | --- | --- | --- | -------------------------------------------------------------- |
| 2006 | The Dutchess A&M Records (UMG)       | DE11 Gold · (27 Wo.)DE | AT17 (22 Wo.)AT | CH11 Gold · (23 Wo.)CH | UK18 Platin · (38 Wo.)UK | US2 ×5Fünffachplatin · (94 Wo.)US | Erstveröffentlichung: 13. September 2006 Verkäufe: + 6.475.000 |
| 2017 | Double Dutchess Dutchess Music (BMG) | DE65 (1 Wo.)DE | — | CH69 (1 Wo.)CH | UK49 (1 Wo.)UK | US19 (2 Wo.)US | Erstveröffentlichung: 22. September 2017                       |

### EPs
| Jahr | Titel Musiklabel                         | Höchstplatzierung, Gesamtwochen, AuszeichnungChartplatzierungen (Jahr, Titel, Musiklabel, Platzierungen, Wochen, Auszeichnungen, Anmerkungen) | Höchstplatzierung, Gesamtwochen, AuszeichnungChartplatzierungen (Jahr, Titel, Musiklabel, Platzierungen, Wochen, Auszeichnungen, Anmerkungen) | Höchstplatzierung, Gesamtwochen, AuszeichnungChartplatzierungen (Jahr, Titel, Musiklabel, Platzierungen, Wochen, Auszeichnungen, Anmerkungen) | Höchstplatzierung, Gesamtwochen, AuszeichnungChartplatzierungen (Jahr, Titel, Musiklabel, Platzierungen, Wochen, Auszeichnungen, Anmerkungen) | Höchstplatzierung, Gesamtwochen, AuszeichnungChartplatzierungen (Jahr, Titel, Musiklabel, Platzierungen, Wochen, Auszeichnungen, Anmerkungen) | Anmerkungen                        |
| Jahr | Titel Musiklabel                         | DE | AT | CH | UK | US | Anmerkungen                        |
| ---- | ---------------------------------------- | --- | --- | --- | --- | --- | ---------------------------------- |
| 2008 | The Dutchess Deluxe EP A&M Records (UMG) | — | — | — | — | US46 (2 Wo.)US | Erstveröffentlichung: 27. Mai 2008 |

## Singles

### Als Leadmusikerin
| Jahr | Titel Album                                                               | Höchstplatzierung, Gesamtwochen, AuszeichnungChartplatzierungen (Jahr, Titel, Album, Platzierungen, Wochen, Auszeichnungen, Anmerkungen) | Höchstplatzierung, Gesamtwochen, AuszeichnungChartplatzierungen (Jahr, Titel, Album, Platzierungen, Wochen, Auszeichnungen, Anmerkungen) | Höchstplatzierung, Gesamtwochen, AuszeichnungChartplatzierungen (Jahr, Titel, Album, Platzierungen, Wochen, Auszeichnungen, Anmerkungen) | Höchstplatzierung, Gesamtwochen, AuszeichnungChartplatzierungen (Jahr, Titel, Album, Platzierungen, Wochen, Auszeichnungen, Anmerkungen) | Höchstplatzierung, Gesamtwochen, AuszeichnungChartplatzierungen (Jahr, Titel, Album, Platzierungen, Wochen, Auszeichnungen, Anmerkungen) | Anmerkungen |
| Jahr | Titel Album                                                               | DE | AT | CH | UK | US | Anmerkungen |
| ---- | ------------------------------------------------------------------------- | --- | --- | --- | --- | --- | --- |
| 2006 | London Bridge The Dutchess                                                | DE3 (13 Wo.)DE | AT3 (15 Wo.)AT | CH6 (18 Wo.)CH | UK3 Silber · (10 Wo.)UK | US1 ×2Doppelplatin + Platin (Mastertone) · (21 Wo.)US                                                                                    | Erstveröffentlichung: 18. Juli 2006                                                                                              |
| 2006 | Fergalicious The Dutchess                                                 | DE23 Gold · (12 Wo.)DE | AT34 (13 Wo.)AT | CH29 (19 Wo.)CH | UK— GoldUK | US2 ×4Vierfachplatin + Platin (Mastertone) · (27 Wo.)US                                                                                  | Erstveröffentlichung: 23. Oktober 2006 feat. will.i.am                                                                           |
| 2007 | Glamorous The Dutchess                                                    | DE16 Gold · (13 Wo.)DE | AT25 (16 Wo.)AT | CH38 (16 Wo.)CH | UK6 Platin · (29 Wo.)UK | US1 ×3Dreifachplatin + Platin (Mastertone) · (29 Wo.)US                                                                                  | Erstveröffentlichung: 23. Januar 2007 feat. Ludacris                                                                             |
| 2007 | Big Girls Don’t Cry The Dutchess                                          | DE6 Gold · (22 Wo.)DE | AT1 (26 Wo.)AT | CH3 (34 Wo.)CH | UK2 Platin · (38 Wo.)UK | US1 ×4Vierfachplatin + Platin (Mastertone) · (48 Wo.)US                                                                                  | Erstveröffentlichung: 6. Juli 2007                                                                                               |
| 2007 | Clumsy The Dutchess                                                       | DE50 (8 Wo.)DE | AT53 (7 Wo.)AT | — | UK62 (5 Wo.)UK | US5 ×2Doppelplatin + Platin (Mastertone) · (25 Wo.)US                                                                                    | Erstveröffentlichung: 25. September 2007                                                                                         |
| 2008 | Party People The Dutchess Deluxe EP / Brass Knuckles                      | DE23 (9 Wo.)DE | AT46 (4 Wo.)AT | — | UK14 (12 Wo.)UK | US40 (10 Wo.)US | Erstveröffentlichung: 18. März 2008 mit Nelly                                                                                    |
| 2008 | Labels or Love The Dutchess Deluxe EP / Sex and the City (O.S.T.)         | — | AT53 (1 Wo.)AT | CH69 (3 Wo.)CH | UK56 (2 Wo.)UK | — | Erstveröffentlichung: 4. Mai 2008                                                                                                |
| 2012 | L.O.V.E. (Let One Voice Emerge) –                                         | — | — | — | — | — | Erstveröffentlichung: 26. September 2012 feat. Patti Austin, Shiela E, Siedah Garrett, Lalah Hathaway, Judith Hill & Keke Palmer |
| 2013 | A Little Party Never Killed Nobody (All We Got) The Great Gatsby (O.S.T.) | DE10 Platin · (37 Wo.)DE | AT17 (26 Wo.)AT | CH48 (19 Wo.)CH | UK90 Silber · (1 Wo.)UK | US77 Platin · (2 Wo.)US | Erstveröffentlichung: 17. Mai 2013 feat. Q-Tip & GoonRock                                                                        |
| 2014 | L.A. Love (La La) Double Dutchess                                         | DE55 (15 Wo.)DE | — | — | UK3 Gold · (13 Wo.)UK | US27 Platin · (18 Wo.)US | Erstveröffentlichung: 29. September 2014                                                                                         |
| 2015 | Love Song to the Earth –                                                  | — | — | — | — | — | Erstveröffentlichung: 4. September 2015 Verkäufe: + 11.000; als Teil von Friends of the Earth                                    |
| 2016 | M.I.L.F. $ Double Dutchess                                                | DE89 (1 Wo.)DE | — | — | UK56 (3 Wo.)UK | US34 Gold · (3 Wo.)US | Erstveröffentlichung: 1. Juli 2016                                                                                               |
| 2016 | Life Goes On Double Dutchess                                              | — | — | — | — | — | Erstveröffentlichung: 11. November 2016                                                                                          |
| 2017 | You Already Know Double Dutchess                                          | — | — | — | UK96 (1 Wo.)UK | — | Erstveröffentlichung: 25. August 2017 feat. Nicki Minaj                                                                          |
| 2017 | Hungry Double Dutchess                                                    | — | — | — | — | — | Erstveröffentlichung: 25. August 2017 feat. Rick Ross                                                                            |
| 2017 | Save It Til Morning Double Dutchess                                       | — | — | — | — | — | Erstveröffentlichung: 10. November 2017                                                                                          |

### Als Gastmusikerin
| Jahr | Titel Album                                         | Höchstplatzierung, Gesamtwochen, AuszeichnungChartplatzierungen (Jahr, Titel, Album, Platzierungen, Wochen, Auszeichnungen, Anmerkungen) | Höchstplatzierung, Gesamtwochen, AuszeichnungChartplatzierungen (Jahr, Titel, Album, Platzierungen, Wochen, Auszeichnungen, Anmerkungen) | Höchstplatzierung, Gesamtwochen, AuszeichnungChartplatzierungen (Jahr, Titel, Album, Platzierungen, Wochen, Auszeichnungen, Anmerkungen) | Höchstplatzierung, Gesamtwochen, AuszeichnungChartplatzierungen (Jahr, Titel, Album, Platzierungen, Wochen, Auszeichnungen, Anmerkungen) | Höchstplatzierung, Gesamtwochen, AuszeichnungChartplatzierungen (Jahr, Titel, Album, Platzierungen, Wochen, Auszeichnungen, Anmerkungen) | Anmerkungen                                                                                   |
| Jahr | Titel Album                                         | DE | AT | CH | UK | US | Anmerkungen                                                                                   |
| ---- | --------------------------------------------------- | --- | --- | --- | --- | --- | --------------------------------------------------------------------------------------------- |
| 2007 | Impacto El Cartel: The Big Boss                     | — | — | — | — | US56 (7 Wo.)US | Erstveröffentlichung: 12. April 2007 Daddy Yankee feat. Fergie                                |
| 2008 | Just Stand Up! –                                    | — | AT73 (1 Wo.)AT | — | UK26 (3 Wo.)UK | US11 (4 Wo.)US | Erstveröffentlichung: 21. August 2008 mit Stand Up to Cancer                                  |
| 2010 | We Are the World: 25 for Haiti –                    | — | — | — | UK50 (1 Wo.)UK | US2 (5 Wo.)US | Erstveröffentlichung: 12. Februar 2010 mit Artists for Haiti                                  |
| 2010 | Gettin’ Over You One Love                           | DE15 Gold · (30 Wo.)DE | AT4 Gold · (32 Wo.)AT | CH11 (24 Wo.)CH | UK1 Platin · (16 Wo.)UK | US31 (20 Wo.)US | Erstveröffentlichung: 12. April 2010 David Guetta & Chris Willis feat. LMFAO & Fergie         |
| 2010 | Beautiful Dangerous Slash                           | DE90 (1 Wo.)DE | — | — | — | — | Erstveröffentlichung: 28. Oktober 2010 Slash feat. Fergie                                     |
| 2011 | All of the Lights My Beautiful Dark Twisted Fantasy | DE— GoldDE | AT68 (1 Wo.)AT | CH46 (8 Wo.)CH | UK15 ×2Doppelplatin · (26 Wo.)UK | US18 ×7Siebenfachplatin · (25 Wo.)US | Erstveröffentlichung: 18. Januar 2011 Verkäufe: + 8.780.000; Kanye West feat. Various Artists |

## Musikvideos
| Jahr | Titel                              | Regie               |
| ---- | ---------------------------------- | ------------------- |
| 2006 | London Bridge                      | Marc Webb           |
| 2006 | Fergalicious                       | Fatima Robinson     |
| 2007 | Glamorous                          | Dave Meyers         |
| 2007 | Big Girls Don’t Cry                | Anthony Mandler     |
| 2007 | Clumsy                             | Rich Lee, Marc Webb |
| 2007 | Impacto (Remix)                    | The Saline Project  |
| 2008 | That Ain’t Cool                    | Fatima Robinson     |
| 2008 | Party People                       | Marc Webb           |
| 2010 | We Are the World 25 for Haiti      | Paul Haggis         |
| 2010 | Gettin’ Over You                   | Rich Lee            |
| 2010 | Beautiful Dangerous                | Rich Lee            |
| 2011 | All of the Lights                  | Hype Williams       |
| 2013 | A Little Party Never Killed Nobody | Fatima Robinson     |
| 2014 | L.A. Love (La La)                  | Rich Lee            |
| 2015 | Love Song to the Earth             | Trey Fanjoy         |
| 2016 | M.I.L.F. $                         | Colin Tilley        |
| 2016 | Life Goes On                       | Chris Marrs Piliero |
| 2017 | Hungry                             | Bruno Ilogti        |
| 2017 | You Already Know                   | Bruno Ilogti        |
| 2017 | Like It Ain’t Nuttin’              | Ben Mor             |
| 2017 | Enchanté (Carine)                  | Bruno Ilogti        |
| 2017 | Just Like You                      | Bruno Ilogti        |
| 2017 | Save It Til Morning                | Bruno Ilogti        |
| 2017 | A Little Work                      | Jonas Åkerlund      |
| 2017 | Love Is Pain                       | Nina McNeely        |
| 2017 | Love Is Blind                      | Chris Ullens        |
| 2017 | Tension                            | Fatima Robinson     |

## Promoveröffentlichungen
Promo-Singles

| Jahr | Titel Album              | Höchstplatzierung, Gesamtwochen, AuszeichnungChartplatzierungen (Jahr, Titel, Album, Platzierungen, Wochen, Auszeichnungen, Anmerkungen) | Höchstplatzierung, Gesamtwochen, AuszeichnungChartplatzierungen (Jahr, Titel, Album, Platzierungen, Wochen, Auszeichnungen, Anmerkungen) | Höchstplatzierung, Gesamtwochen, AuszeichnungChartplatzierungen (Jahr, Titel, Album, Platzierungen, Wochen, Auszeichnungen, Anmerkungen) | Höchstplatzierung, Gesamtwochen, AuszeichnungChartplatzierungen (Jahr, Titel, Album, Platzierungen, Wochen, Auszeichnungen, Anmerkungen) | Höchstplatzierung, Gesamtwochen, AuszeichnungChartplatzierungen (Jahr, Titel, Album, Platzierungen, Wochen, Auszeichnungen, Anmerkungen) | Anmerkungen                                                      |
| Jahr | Titel Album              | DE | AT | CH | UK | US | Anmerkungen                                                      |
| ---- | ------------------------ | --- | --- | --- | --- | --- | ---------------------------------------------------------------- |
| 2008 | Beat It 2008 Thriller 25 | — | AT14 (15 Wo.)AT | CH26 (6 Wo.)CH | — | — | Erstveröffentlichung: 7. April 2008 Michael Jackson feat. Fergie |

Weitere Promo-Singles
- 2007: Pick It Up
- 2008: Here I Come (feat. will.i.am)
- 2008: Finally (feat. John Legend)

## Sonderveröffentlichungen
Soundtrackbeiträge
- 2012: Feel Alive (feat. Pitbull), Step Up: Miami Heat

## Statistik

### Chartauswertung
|                     | DE    | AT    | CH    | UK    | US    |
| ------------------- | ----- | ----- | ----- | ----- | ----- |
| Nummer-eins-Alben   | DE—DE | AT—AT | CH—CH | UK—UK | US—US |
| Top-10-Alben        | DE—DE | AT—AT | CH—CH | UK—UK | US1US |
| Alben in den Charts | DE2DE | AT1AT | CH2CH | UK3UK | US3US |

|                       | DE     | AT     | CH    | UK     | US     |
| --------------------- | ------ | ------ | ----- | ------ | ------ |
| Nummer-eins-Singles   | DE—DE  | AT1AT  | CH—CH | UK1UK  | US3US  |
| Top-10-Singles        | DE3DE  | AT3AT  | CH2CH | UK5UK  | US6US  |
| Singles in den Charts | DE11DE | AT12AT | CH9CH | UK11UK | US14US |

### Auszeichnungen für Musikverkäufe
| Land/RegionAuszeichnungen für Musikverkäufe (Land/Region, Auszeichnungen, Verkäufe, Quellen) | Silber     | Gold       | Platin         | Diamant     | Verkäufe   | Quellen                                                     |
| -------------------------------------------------------------------------------------------- | ---------- | ---------- | -------------- | ----------- | ---------- | ----------------------------------------------------------- |
| Argentinien (CAPIF)                                                                          | —          | Gold1      | —              | —           | 20.000     | capif.org.ar (Memento vom 31. Mai 2011 im Internet Archive) |
| Australien (ARIA)                                                                            | —          | 3× Gold3   | 47× Platin47   | —           | 3.415.000  | aria.com.au                                                 |
| Belgien (BRMA)                                                                               | —          | 3× Gold3   | 5× Platin5     | —           | 205.000    | ultratop.be                                                 |
| Brasilien (PMB)                                                                              | —          | 5× Gold5   | 11× Platin11   | 7× Diamant7 | 2.530.000  | pro-musicabr.org.br                                         |
| Dänemark (IFPI)                                                                              | —          | 7× Gold7   | 5× Platin5     | —           | 436.500    | ifpi.dk                                                     |
| Deutschland (BVMI)                                                                           | —          | 8× Gold8   | 4× Platin4     | —           | 2.950.000  | musikindustrie.de                                           |
| Frankreich (SNEP)                                                                            | —          | Gold1      | 2× Platin2     | —           | 1.128.200  | infodisc.fr snepmusique.com                                 |
| Italien (FIMI)                                                                               | —          | 5× Gold5   | 7× Platin7     | —           | 555.000    | fimi.it                                                     |
| Japan (RIAJ)                                                                                 | —          | 6× Gold6   | 4× Platin4     | —           | 1.600.000  | riaj.or.jp JP2                                              |
| Kanada (MC)                                                                                  | —          | Gold1      | 14× Platin14   | Diamant1    | 1.383.000  | musiccanada.com                                             |
| Neuseeland (RMNZ)                                                                            | —          | 7× Gold7   | 21× Platin21   | —           | 500.000    | radioscope.co.nz                                            |
| Norwegen (IFPI)                                                                              | —          | Gold1      | —              | —           | 5.000      | ifpi.no                                                     |
| Österreich (IFPI)                                                                            | —          | Gold1      | —              | —           | 15.000     | ifpi.at                                                     |
| Polen (ZPAV)                                                                                 | —          | —          | Platin1        | —           | 20.000     | olis.pl                                                     |
| Russland (NFPF)                                                                              | —          | —          | 3× Platin3     | —           | 60.000     | 2m-online.ru                                                |
| Schweden (IFPI)                                                                              | —          | 2× Gold2   | 4× Platin4     | —           | 190.000    | sverigetopplistan.se                                        |
| Schweiz (IFPI)                                                                               | —          | 3× Gold3   | 4× Platin4     | —           | 165.000    | hitparade.ch                                                |
| Singapur (RIAS)                                                                              | —          | Gold1      | —              | —           | 5.000      | rias.org.sg                                                 |
| Spanien (Promusicae)                                                                         | —          | 4× Gold4   | 4× Platin4     | —           | 260.000    | elportaldemusica.es                                         |
| Südkorea (KMCA)                                                                              | —          | —          | —              | —           | 695.198    | Einzelnachweise                                             |
| Ungarn (MAHASZ)                                                                              | —          | Gold1      | —              | —           | 3.000      | slagerlistak.hu                                             |
| Vereinigte Staaten (RIAA)                                                                    | —          | Gold1      | 43× Platin43   | Diamant1    | 55.411.000 | riaa.com                                                    |
| Vereinigtes Königreich (BPI)                                                                 | 6× Silber6 | 2× Gold2   | 15× Platin15   | —           | 11.087.000 | bpi.co.uk                                                   |
| Insgesamt                                                                                    | 6× Silber6 | 63× Gold63 | 194× Platin194 | 9× Diamant9 |            |                                                             |